# Vera Torunsky
Vera Torunsky (* vor 1959) ist eine deutsche Historikerin.
Von 1977 bis 1979 war sie Stipendiatin am Deutschen Historischen Institut Rom. 1981 wurde sie bei Andreas Hillgruber an der Universität zu Köln mit der Dissertation Die Außenpolitik des faschistischen Italien und das deutsche Reich 1922 bis 1929 zum Dr. phil. promoviert. Danach war sie wissenschaftliche Mitarbeiterin beim Landschaftsverband Rheinland und bis 2011 beim Rheinischen Landesmuseum Bonn beschäftigt.

## Schriften (Auswahl)
- Hrsg. mit Jost Dülffer, Hans-Otto Mühleisen: Inseln als Brennpunkte internationaler Politik. Konfliktbewältigung im Wandel des internationalen Systems 1890–1984. Kreta, Korfu, Zypern (= Bibliothek Wissenschaft und Politik. Bd. 35). Verlag Wissenschaft und Politik, Köln 1986, ISBN 3-8046-8651-6.
- Entente der Revisionisten? Mussolini und Stresemann 1922–1929 (= Dissertationen zur neueren Geschichte. Bd. 14). Böhlau, Köln u. a. 1986, ISBN 3-412-08383-6.
- mit Dieter Kastner: Kleine rheinische Geschichte, 1815–1986. Rheinland-Verlag, Köln 1987, ISBN 3-7927-0965-1.
- Worringen 1288. Ursachen und Folgen einer Schlacht (= Archivberatungsstelle Rheinland. Archivheft 20). Rheinland-Verlag, Köln u. a. 1988, ISBN 3-7927-1029-3.
- (Red.): Die Manderscheider. Eine Eifeler Adelsfamilie. Herrschaft, Wirtschaft, Kultur. Katalog zur Ausstellung. Blankenheim, Gildehaus, 4. Mai – 29. Juli 1990. Manderscheid, Kurhaus, 16. August – 11. November 1990. Rheinland-Verlag, Pulheim 1990, ISBN 3-7927-1152-4.
- (Bearb.): Die Abgeordneten der Rheinischen Provinziallandtage und Landschaftsversammlungen. Ein biographisches Handbuch. Band 1: Die Abgeordneten der Provinziallandtage und ihre Stellvertreter 1825–1888 (= Rheinprovinz. Bd. 12). Rheinland-Verlag, Köln 1998, ISBN 3-7927-1749-2.